# لاري هاني
لاري هاني (بالإنجليزية: Larry Haney)‏ هو لاعب كرة قاعدة أمريكي، ولد في 19 نوفمبر 1942 في شارلوتسفيل في الولايات المتحدة.

## وصلات خارجية
- لاري هاني على موقعبيزبول رفرنس.كوم (الدوري الرئيسي) (الإنجليزية)
- لاري هاني على موقعبيزبول رفرنس.كوم (الدوري الثانوي) (الإنجليزية)
- لاري هاني على موقع جمعية أبحاث البيسبول الأمريكية (الإنجليزية)